# Deal (Poker)
Ein Deal stellt beim Poker die Möglichkeit dar, das Preisgeld eines Pokerturniers unabhängig vom späteren Spielverlauf unter den verbliebenen Spielern zu verteilen.

## Ausgangslage
Die Auszahlungsstruktur bei Pokerturnieren ist meist so aufgebaut, dass die vorderen Plätze signifikant höhere Auszahlungen erhalten, als die übrigen in den Preisgeldrängen ausgeschiedenen Spieler. Dadurch ergeben sich bei wenig verbliebenen Spielern oftmals hohe Preisgeldsprünge. Gerade bei lang dauernden Turnieren bleibt den Spielern durch die steigenden Blinds nur noch wenig Spielraum, wodurch sie vermehrt auf gute Hände angewiesen sind und das eigene Können zweitrangig wird. Um den dadurch nötigen Glücksfaktor zu minimieren, gestatten die meisten Veranstalter von Pokerturnieren (jedoch nicht die der World Series of Poker), das restliche Preisgeld aufzuteilen. Dabei muss oftmals ein gewisser Anteil des Preisgeldes für den späteren Gewinner reserviert werden, damit das Turnier nicht unmittelbar beendet ist. In der Aufteilung sind die Spieler frei, jedoch kommt ein Deal nur dann zustande, wenn alle verbliebenen Spieler diesem zugestimmt haben.

## Gängigste Möglichkeiten

### Equal-Chop
Beim Equal-Chop wird das restliche Preisgeld unabhängig von den Chipstacks gleichmäßig unter den verbliebenen Spielern verteilt.

### Chip-Chop
Beim Chip-Chop erhält zunächst jeder verbliebene Spieler das Preisgeld, was er ohnehin schon sicher hat (d. h. das Preisgeld, das er erhalten würde, wenn er jetzt ausscheiden würde). Das restliche Preisgeld wird nun anteilig anhand der Chipstacks der Spieler aufgeteilt.

### ICM-Chop
Der ICM-Chop (ICM kurz für Independent Chip Model) gilt als die fairste Methode. Es werden die Wahrscheinlichkeiten berechnet, dass ein bestimmter Spieler das Turnier als Erster, Zweiter, Dritter usw. abschließt. Anschließend werden diese Wahrscheinlichkeiten mit den jeweiligen Auszahlungen multipliziert, so dass man die erwartete Auszahlung für den Spieler erhält.

## Beispiel
Angenommen, es befinden sich noch vier Spieler im Turnier, die sich auf einen Deal einigen wollen. Insgesamt befinden sich noch 1600 Euro im Preispool, die komplett aufgeteilt werden sollen.
| Spieler | Chipstack |
| ------- | --------- |
| 1       | 150       |
| 2       | 400       |
| 3       | 050       |
| 4       | 200       |

| Platz | Auszahlung (in €) |
| ----- | ----------------- |
| 1     | 700               |
| 2     | 450               |
| 3     | 250               |
| 4     | 200               |

### Equal-Chop
Beim Equal-Chop erhalten alle Spieler die gleiche Auszahlung, also 400 Euro. Da Spieler 2 in Chips deutlich vorne liegt, wäre es für ihn unvorteilhaft diesen Deal einzugehen.
| Spieler | Auszahlung (in €) |
| ------- | ----------------- |
| 1       | 400               |
| 2       | 400               |
| 3       | 400               |
| 4       | 400               |

### Chip-Chop
Beim Chip-Chop erhalten zunächst alle Spieler ihre sichere Auszahlung von 200 Euro. Anschließend befinden sich noch 800 Euro im Preispool, die nun anteilig verteilt werden. Spieler 2 hält 400.000 der 800.000 Chips im Spiel und erhält daher 50 Prozent der 800 Euro, also weitere 400 Euro. Nach diesem Schema erhalten auch die anderen Spieler ihre Auszahlung.
| Spieler | Auszahlung (in €) |
| ------- | ----------------- |
| 1       | 350               |
| 2       | 600               |
| 3       | 250               |
| 4       | 400               |

### ICM-Chop
Der ICM-Chop ist auch bei geringen Spielerzahlen sehr kompliziert zu berechnen, so dass auf Programme zur Berechnung zurückgegriffen wird. Für das oben beschriebene Szenario ergeben sich die folgenden Auszahlungen:
| Spieler | Auszahlung (in €) |
| ------- | ----------------- |
| 1       | 377,56            |
| 2       | 536,45            |
| 3       | 264,59            |
| 4       | 421,39            |